# Summis Desiderantis Affectibus

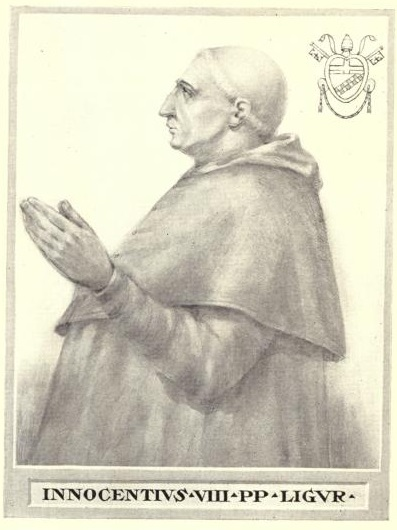
Papa Inocêncio VIII

Summis desiderantes affectibus (em latim: "desejando com ardor supremo", ou "desejando com grande afeto"), às vezes abreviado para Summis desiderantes foi uma bula papal sobre feitiçaria emitida pelo Papa Inocêncio VIII em 9 de dezembro de 1484. Esta bula papal foi colocada em anexo no Malleus Malleficarum de Heinrich Institoris e Jacob Sprenger e teve milhares de cópias a partir de 1468. A partir daí houve forte perseguição às bruxas no século XVI, na Itália, França e Alemanha, com milhares de vítimas.

## Fundo
A crença na bruxaria é antiga. O livro bíblico de Deuteronômio 18, 10-12, declara: “Que no teu meio não se encontre alguém que queime seu filho ou sua filha, nem que faça presságio, oráculo, adivinhação ou magia, ou que pratique encantamentos, que interrogue espíritos ou adivinhos, ou ainda que invoque os mortos, pois quem pratica essas coisas é abominável a Iahweh, e é por causa dessas abominações que Iahweh teu Deus as desalojará em teu favor".
Cânones irlandeses primitivos trataram a feitiçaria como um crime a ser visitado com excomunhão até que uma penitência adequada fosse realizada. O papa Gregório VII escreveu em 1080 a Haroldo III da Dinamarca, proibindo que ditas bruxas fossem mortas após a presunção de terem causado tempestades ou fracasso de colheitas ou pestes. De acordo com Herbert Thurston, a feroz denúncia e perseguição de supostas feiticeiras que caracterizavam as cruéis caçadas às bruxas de uma época posterior, não foram geralmente encontradas nos primeiros 1300 anos da era cristã.

## Contexto
A bula foi escrita em resposta ao pedido do inquisidor dominicano Heinrich Kramer para autoridade explícita para processar bruxaria na Alemanha, depois que ele foi recusado assistência pelas autoridades eclesiásticas locais, que sustentou que, como a carta de deputação não mencionou especificamente onde os inquisidores podiam operar, eles não poderiam legalmente exercer suas funções em suas áreas. Foi remediada esta disputa jurisdicional, identificando especificamente as dioceses de Mainz, Köln, Trier, Salzburg e Bremen.
O Papa Inocêncio em sua bula não promulgou nada de novo. Seu propósito direto era ratificar os poderes já conferidos a Henry Institoris (Heinrich Kramer) e James Sprenger, para lidar com a feitiçaria e a heresia, e conclamou o bispo de Strasburg (então Albert de Palatinate-Mosbach) a apoiar os inquisidores em tudo que fosse possível. Alguns estudiosos vêem a questão como um fator claramente político, motivado por disputas jurisdicionais entre os padres católicos alemães locais e clérigos do Escritório da Inquisição que responderam mais diretamente ao papa.[carece de fontes?]

## Conteúdo
"De fato, chegou-nos recentemente aos ouvidos, não sem que nos afligíssemos na mais profunda amargura, que em certas regiões da Alemanha do Norte, e também nas províncias, nas aldeias, nos territórios e nas dioceses de Mainz, de Colônia, de Trèves, de Salzburg e de Bremen, muitas pessoas de ambos os sexos, a negligenciar a própria salvação e a desgarrarem-se da Fé Católica, entregaram-se a demônios, Íncubos e Súcubos, e pelos seus encantamentos, pelos seus malefícios e pelas suas conjurações, e por outros encantamentos, e feitiços amaldiçoados e por outras também amaldiçoadas monstruosidades e ofensas hórridas, têm assassinado crianças ainda no ventre da mãe, além de novilhos, e têm arruinado os produtos da terra, as uvas das vinhas, os frutos das árvores, e mais ainda: têm destruído homens, mulheres, bestas de carga, rebanhos, animais de outras espécies, parreirais, pomares, prados, pastos, trigo e muitos outros cereais; estas pessoas miseráveis ainda afligem e atormentam homens e mulheres, animais de carga, rebanhos inteiros e muitos outros animais com dores terríveis e lastimáveis e com doenças atrozes, quer internas, quer externas; e impedem os homens de realizarem o ato sexual e as mulheres de conceber, de tal forma que os maridos não vêm a conhecer as esposas e as esposas não vêm a conhecer os maridos; porém, acima de tudo isso, renunciam de forma blasfema à Fé que lhes pertence pelo Sacramento do Batismo, e por instigação do Inimigo da Humanidade não se escusam de cometer e de perpetrar as mais sórdidas abominações e os excessos mais asquerosos para o mortal perigo de suas próprias almas, pelo que ultrajam a Majestade Divina e são causa de escândalo e de perigo para muitos".
O Papa deu aprovação para que a Inquisição prosseguisse: "decretamos e estabelecemos que os mencionados Inquisidores têm o poder de proceder, para a justa correção, ao aprisionamento e punição de quaisquer pessoas, sem qualquer impedimento, de todas as formas cabíveis". Apesar desta ameaça, o papa falhou em garantir que Kramer obtivesse o apoio que ele esperava, fazendo com que ele se retirasse e compilasse seus pontos de vista sobre bruxaria em seu livro Malleus Maleficarum, publicado em 1486 ou 1487. O Malleus professava, em parte fraudulenta, ter sido aprovado pela Universidade de Colônia, e foi sensacional no estigma que atribuía à feitiçaria como um crime pior do que a heresia e em sua notável animus contra as mulheres. Summis desiderantes affectibus foi publicado como parte do prefácio do livro, implicando a aprovação papal para o trabalho. 